# گیاه‌پارچ‌ها
گیاه‌پارچ‌ها (نام علمی: Nepenthes) سرده‌ای از گیاه کوزه‌دار گوشت‌خوار گرمسیری از خانواده تک‌گونه‌ای پارچ‌گیاهان است. بیشتر گونه‌ها به صورت خزنده یا بوته‌های کم رشد می‌کنند. آنها با شهد خود حشرات و طعمه‌های دیگر را به دام‌های خود می‌کشانند، تله‌هایی که روی زمین دراز می‌کشند یا در هوا آویزان می‌شوند. هنگامی که حیوانات روی لبه پارچ فرود می‌آیند، به راحتی روی سطح لغزنده لیز می‌خورند و داخل پارچ می‌افتند. پارچ پر از مایع چسبناک و پر از آنزیم‌های گوارشی است که توسط غدد داخلی آن تولید می‌شود. بسیاری از گیاه‌پارچ‌ها در همزیستی با سایر موجودات زندگی می‌کنند که بسیاری از آنها کاملاً وابسته به گیاه هستند. بیشتر گونه‌های این جنس بومی منطقه خود هستند. منطقه پراکنش آن تا حد زیادی در جنوب‌شرقی آسیا و بیشترین تنوع زیستی در بورنئو، سوماترا و فیلیپین است. تعداد کمی از گونه‌های بسیار فراتر از جمله در سریلانکا، ماداگاسکار و سیشل یافت می‌شوند. شیوه زندگی گوشت‌خواری آنها به گیاهان اجازه می‌دهد در خاک فقیر از مواد مغذی رشد کنند. بیشتر گونه‌ها در جنگل‌های شیب استوایی با اختلاف دمای زیاد رشد می‌کنند. از سوی دیگر، تعداد کمی از گیاهان در مناطق پست مرطوب رشد می‌کنند، جایی که هم در روز و هم در شب گرم است. از زمان اولین توصیفات در قرن هفدهم، طبقه‌بندی این جنس مرتباً تجدید نظر شده است. بیش از ۱۶۰ گونه و تعداد زیادی جوره و دورگه توصیف شده است. بسیاری از گونه‌ها و ارقام با موفقیت پرورش یافته‌اند. به لطف دانش روزافزون فیزیولوژی گیاه، کاربردهای زیست‌تقلید مختلفی توسعه یافته است.

## شرح

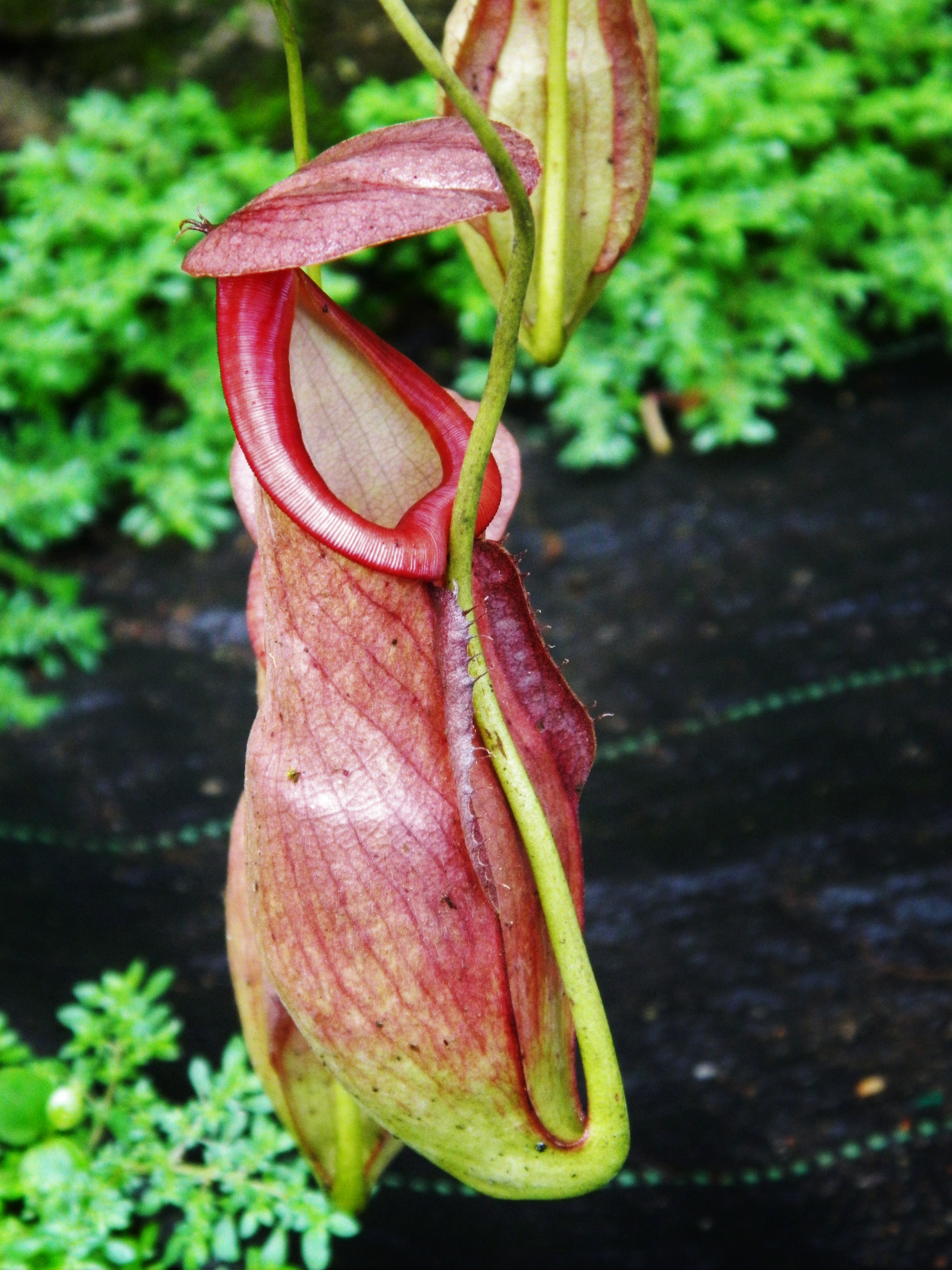
گیاه‌پارچ شگرف در پارک ملی پیریار (Periyar National Park)، جنوب گهات غربی، هند

گونه‌های گیاه‌پارچ معمولاً از یک سیستم ریشه‌ای کم‌عمق و یک ساقه سرپایی یا بالارونده، اغلب با چندین متر طول تا ۱۵ متر یا بیشتر و معمولاً ۱ سانتی‌متر قطر یا کمتر تشکیل شده‌اند، اگرچه ممکن است در چند گونه ضخیم‌تر باشد مانند گیاه‌پارچ دودندان. از ساقه‌ها، برگ‌های متناوب و شمشیری شکل با تمام حاشیه برگ‌ها بیرون می‌آیند. امتداد نوار میانی (پیچک)، که در برخی گونه‌ها به بالا رفتن کمک می‌کند، از نوک برگ بیرون زده است. در انتهای پیچک، پارچ تشکیل می‌شود. پارچ به‌عنوان یک جوانه کوچک شروع می‌شود و به تدریج گسترش می‌یابد و یک تله کروی یا لوله‌ای شکل را تشکیل می‌دهد. این اشکال می‌توانند فلوت شامپاین یا کاندوم مورد استفاده نادرست را تداعی کنند.
تله حاوی مایعی از تولید خود گیاه است که ممکن است آبکی یا چسبناک‌تر باشد و برای غرق کردن طعمه استفاده می‌شود. این مایع حاوی زیست‌بسپار گران‌روکشسان است که ممکن است برای نگهداری حشرات در تله‌های بسیاری از گونه‌ها حیاتی باشد. مایع گران‌روکشسان موجود در پارچ‌ها به‌ویژه در نگهداری حشرات بالدار مؤثر است. راندمان به دام انداختن این سیال، حتی زمانی که به‌طور قابل توجهی توسط آب رقیق می‌شود، بالا باقی می‌ماند، همان‌طور که به ناچار در شرایط مرطوب اتفاق می‌افتد. قسمت پایینی تله شامل غده‌هایی است که مواد مغذی را از طعمه‌های گرفته شده جذب می‌کند. در امتداد قسمت داخلی بالای تله یک پوشش صاف و مومی شکل وجود دارد که فرار طعمه را تقریباً غیرممکن می‌کند.

ساختار اساسی یک پارچ بالایی

اطراف ورودی تله ساختاری به نام پریستوم (Peristome) است که لغزنده و اغلب کاملاً رنگارنگ است و طعمه را به خود جذب کرده اما جای پای ناایمنی ارائه می‌دهد. اثربخشی گرفتن شکار در پریستوم در محیط‌های مرطوب بیشتر می‌شود، جایی که تراکم ممکن است باعث ایجاد یک لایه آب نازک بر روی سطح پریستوم شود. سطح لغزنده پریستوم باعث می‌شود حشرات به آب پیمایش یا لغزش و سقوط به داخل پارچ افتند. در بالای پریستوم یک کلاهک وجود دارد. در بسیاری از گونه‌ها این امر مانع از رقیق شدن مایعات درون پارچ توسط باران می‌شود، زیرا سطح زیرین آن ممکن است حاوی غدد شهد باشد که طعمه را جذب می‌کنند.
گونه‌های گیاه‌پارچ معمولاً دو نوع پارچ تولید می‌کنند که به دوشکلی برگ معروف است. تله‌های بزرگ و پایینی که معمولاً روی زمین می‌نشینند در نزدیکی پایه گیاه ظاهر می‌شوند. پارچ‌های بالایی یا هوایی معمولاً کوچکتر و رنگ‌های متفاوتی دارند و دارای ویژگی‌های متفاوتی با پارچ‌های پایینی دارند. پارچ‌های بالایی معمولاً با رسیدن گیاه به بلوغ و بلندتر شدن گیاه شکل می‌گیرند. برای ثابت نگه داشتن گیاه، پارچ‌های بالایی اغلب یک حلقه در پیچک تشکیل می‌دهند و به آن اجازه می‌دهند تا به اطراف تکیه‌گاه نزدیک خود بپیچند. در برخی گونه‌ها مانند گیاه‌پارچ رافلز، طعمه‌های مختلف ممکن است توسط دو نوع پارچ جذب شود. این ریخت‌شناسی متنوع نیز اغلب شناسایی گونه‌ها را دشوار می‌کند.
طعمه معمولاً از حشرات تشکیل شده است، اما بزرگ‌ترین گونه‌ها همچون گیاه‌پارچ راجا و گیاه‌پارچ رافلز ممکن است گاهی مهره‌داران کوچکی مانند موش و مارمولک را بگیرند. سوابقی از گیاهان زراعی که پرندگان کوچک را به دام می‌اندازند، ساخته شده است. گل‌ها در نژادها در گل‌آذین خوشه‌ای یا به ندرت در پانیک (Panicle) با گل‌های نر و ماده روی گیاهان جداگانه دیده می‌شوند. سه گونه دارای روابط همزیستی با حشره‌خواران درختی هستند که شهد تولید شده توسط گیاه را می‌خورند و در پارچ‌ها مدفوع می‌کنند و مواد مغذی ارزشمندی را فراهم می‌کنند.
گیاه‌پارچ‌ها توسط حشرات گرده‌افشانی می‌شوند، عوامل اصلی آن مگس‌ها (از جمله مگس‌های لاشه، مگس‌ریزه و پشه‌ها)، بیدها، زنبورها و پروانه‌ها هستند. بوی آنها می‌تواند از شیرین تا کپک‌زده یا قارچ مانند باشد. بذر معمولاً در یک کپسول چهار طرفه تولید می‌شود که ممکن است حاوی ۵۰ تا ۵۰۰ بذر توزیع شده در باد باشد که از یک رویان مرکزی و دو بال (در هر طرف یک بال) تشکیل شده است (اگرچه گیاه‌پارچ پرویلی متفاوت است).
این جنس از نظر زیست‌شناسی سلولی دیپلوئید است و همه گونه‌های مورد مطالعه دارای تعداد کروموزوم ۲n=۸۰ هستند. تصور می‌شود که این عدد بالا منعکس کننده پالئوپلوئیدی (Paleopolyploidy) است (احتمالاً 8x یا 16x).

## طبقه‌بندی
در حال حاضر حدود ۱۷۰ گونه از گیاه‌پارچ معتبر هستند. این تعداد در حال افزایش است و هر ساله چندین گونه جدید توصیف می‌شود.
ریشه‌شناسی
نام جنس گیاه‌پارچ برای اولین بار در سال ۱۷۳۷ در هورتوس کلیفورتینوس (Hortus Cliffortianus) اثر کارل لینه منتشر شد. این به قسمتی از ادیسه هومر اشاره می‌کند که در آن معجون (Potion) نپنتس فارماکون (Nepenthes pharmakon) توسط یک ملکه مصری به هلن داده شده است. «نپنته» در لغت به معنای «بدون غم» (ne = نه، پنتوس = اندوه) است و در اساطیر یونانی دارویی است که با فراموشی همه غم‌ها را فرومی‌نشاند. لینه توضیح داد:

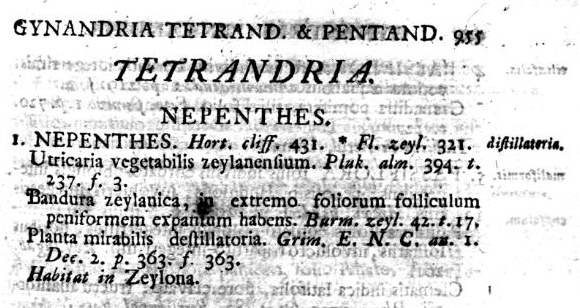
گیاه‌پارچ (Nepenthes) در کتاب گونه‌های گیاهان معروف کارل لینه

اگر این نپنتس هلن نیست، قطعاً برای همه گیاه‌شناسان خواهد بود. کدام گیاه‌شناس اگر پس از یک سفر طولانی، این گیاه شگفت‌انگیز را بیابد، تحسین‌برانگیز نخواهد بود. در حیرت او، با مشاهده این کار تحسین‌برانگیز خالق، بیماری‌های گذشته فراموش می‌شود! [ترجمه از لاتین توسط هری ویچ (Harry Veitch)
گیاه توصیف شده لینه، گیاه‌پارچ تقطیرکن گونه‌ای از سریلانکا بود.
نپنتس به‌طور رسمی به عنوان یک نام عمومی در سال ۱۷۵۳ در کتاب گونه‌های گیاهان معروف لینه منتشر شد، که نامگذاری گیاه‌شناسی را به شکل امروزی ایجاد کرد. گیاه‌پارچ تقطیرکن گونه‌ای از این جنس است.

نام «فنجان میمون» در شماره مه ۱۹۶۴ نشنال جئوگرافیک مورد بحث قرار گرفت که در آن پل آ. زال (Paul A. Zahl) نوشت:
حاملان آنها را «لیوان میمون» می‌نامیدند، نامی که در جاهای دیگر در اشاره به نپنتس شنیده بودم، اما این مفهوم که میمون‌ها مایع پارچ را می‌نوشند دور از ذهن به نظر می‌رسید. بعداً ثابت کردم حقیقت دارد. در ساراواک(Sarawak)، اورانگوتانی را پیدا کردم که به‌عنوان حیوان خانگی بزرگ شده بود و بعداً آزاد شده بود. همان‌طور که در جنگل به آن نزدیک شدم، یک پارچ نیمه‌پر به آن پیشنهاد دادم. در کمال تعجب، میمون آن را پذیرفت و با ظرافت یک خانم در چای ریختن، یک پایین به بالا را ظریف اجرا کرد.
این گیاهان اغلب در اندونزی کانتونگ سمار (kantong semar) (جیب سمار) و در فیلیپین ساکو نی هداس (کیسه پول یهودا) نامیده می‌شوند.

### نام گونه‌ها
بسیاری از گونه‌های این جنس دارای نام‌های علمی هستند که به منطقه پراکنش (انحصاری) آنها اشاره دارد. به‌عنوان مثال، نام‌های، گیاه‌پارچ ماسوالا، گیاه‌پارچ خاسیانا، گیاه‌پارچ لیته، گیاه‌پارچ سیبویان به ترتیب به پارک ملی ماسوالا در ماداگاسکار، تپه‌های خاسی در هند و جزایر فیلیپین لیته و سیبویان اشاره دارد. نام گونه‌های دیگر ادای احترام به افراد است. به‌عنوان مثال، گیاه‌پارچ ویچی از خاندان ویچ که نهالستان ویچ و پسرها (Veitch and Sons) را اداره می‌کردند نامگذاری شده است[۶] و گیاه‌پارچ اتنبرا به افتخار سر دیوید اتنبرا، یکی از دوستداران گیاه‌پارچ‌ها نامگذاری شده است.
تعداد قابل توجهی از نام‌های گونه‌ها به یکی از ویژگی‌های گیاه، به‌ویژه فنجان‌های به دام انداختن آن اشاره دارد. به‌عنوان مثال، نام گونه گیاه‌پارچ توالت‌فرنگی در اندونزیایی به معنای توالت است و به شکل فنجان‌ها اشاره دارد.[۸] گیاه‌پارچ زرآوندی نام خود را مدیون شباهت فنجان‌ها با گل‌های سرده زرآوندی است.[۹] اسامی توصیفی مشابه، گیاه‌پارچ دودندان («دوخار»)، گیاه‌پارچ قلمی («لاغر»)، گیاه‌پارچ کوچک‌زبان («زبان کوچک»)، گیاه‌پارچ خون‌سرخ («قرمز خونی»)، گیاه‌پارچ پرزدار («مودار») و گیاه‌پارچ برهنه‌پارچ («پارچ برهنه») نیز به‌کار می‌روند.

### تکامل و تبارزایی
فقدان شواهدی از گونه‌های میانی، فسیلی یا زنده (یعنی یک حلقه مفقوده)، اجازه نمی‌دهد تا یک جدول زمانی تبارزایی برای توسعه ویژگی‌های متمایز گیاه‌پارچ مدرن، که شامل پارچ‌های نسبتاً نادر دوپایه جنسی سخت و گوشت‌خوار آن است تشکیل شود. اگرچه گیاه‌پارچ با فاصله دور با چندین جنس مدرن مرتبط است، در این میان، حتی خویشاوندان گوشت‌خوار (ژاله‌پوش، ونوس مگس‌خوار، چرخ‌آب و ژاله‌پوش پرتغالی)، همگی فاقد آن صفات هستند. در میان گیاه‌پارچ‌های شناخته شده، هیچ ویژگی اولیه یا تغییرات بزرگی یافت نمی‌شود که نشان دهد همه گونه‌های موجود از یک نیای نزدیک منفرد منشعب می‌شوند که همه ویژگی‌های مدرن را دارد. مقایسه‌های تبارزایی توالی‌های ژن کلروپلاست (matK) بین گونه‌های گیاه‌پارچ با گونه‌های مرتبط این نتیجه‌گیری را تأیید می‌کند، فاصله ژنتیکی طولانی بین گیاه‌پارچ و دیگران، و گروه‌بندی ناگهانی گونه‌های گیاه‌پارچ.
گرده فسیل شده گیاهان شبه‌پارچ که در شمال دریای تتیس از ۶۵ تا ۳۵ میلیون سال پیش زندگی می‌کردند، نشان می‌دهد که اروپای گرمتر در آن زمان ممکن است جایی بوده باشد که گیاه‌پارچ‌های اولیه توسعه یافته‌اند و سپس با برخورد آفریقا با اروپا و اروپا به آسیا و هند رهایی یافتند. تغییرات آب و هوایی متعاقب آن گونه‌های اجدادی را در زیستگاه اصلی از بین برد. حدود ۲۰ میلیون سال پیش، بورنئو، سوماترا، و سولاوسی و احتمالاً حتی فیلیپین به سرزمین اصلی آسیا متصل شدند و پلی برای توسعه بیشتر مناطق انشعاب گونه‌های گیاه‌پارچ فراهم کردند. پل‌های زمینی گسترده در این منطقه ۲۰۰۰۰ سال پیش در عصر یخبندان، دسترسی به مکان‌های باقی مانده از جمعیت گیاه‌پارچ در اقیانوسیه را فراهم می‌کرد. عارضه اصلی این فرضیه وجود گیاه‌پارچ در جزایر دوردست سیشل و ماداگاسکار است. تصور می‌شد که این بذرها توسط پرندگان دریایی و پرندگان ساحلی منتقل شده‌اند که در طول مهاجرت خود در زیستگاه‌های باتلاقی استراحت می‌کنند و ممکن است به‌طور ناخواسته بذرها را برداشته باشند. این فرضیه احتمالاً با موفقیت گیاه‌پارچ تقطیرکن ساکن در باتلاق‌های زمین‌های پست و استعمار بسیاری از مکان‌ها، تقویت می‌شود.

## پراکندگی و زیستگاه

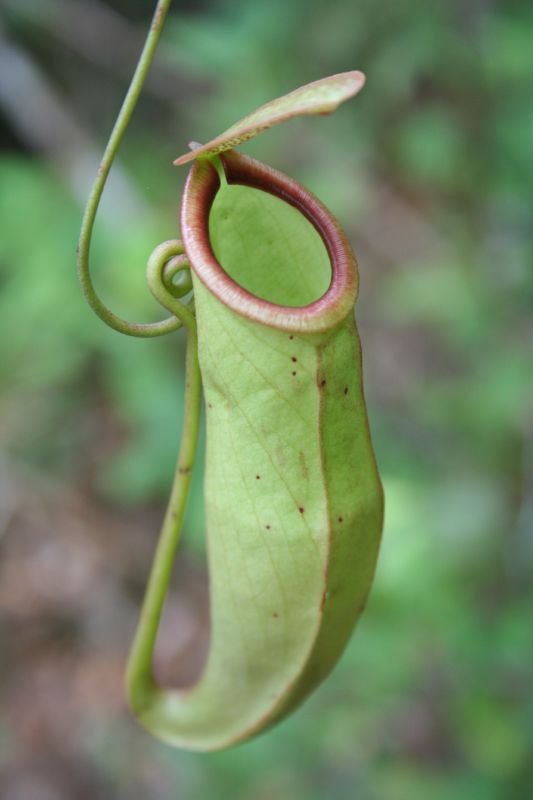
پارچ بالایی گیاه پارچتصویر بر روی تمبر پستی میکرونزی استفاده شده است.

جنس گیاه‌پارچ بیشتر در مجمع الجزایر مالایی یافت می‌شود، با بیشترین تنوع زیستی در بورنئو، سوماترا، و فیلیپین، به‌ویژه در جنگل‌های بارانی کوهستانی بورنئو (Borneo montane rain forests). طیف کامل این جنس شامل ماداگاسکار (گیاه‌پارچ ماداگاسکاری، گیاه‌پارچ ماسوالا)، سیشل (گیاه‌پارچ پرویلی)، سریلانکا (گیاه‌پارچ تقطیرکن) و هند (گیاه‌پارچ خاسیانا) در غرب تا استرالیا (گیاه‌پارچ شگرف، گیاه‌پارچ رووانیا، گیاه‌پارچ سرسخت) و کالدونیای جدید (گیاه‌پارچ پیرمرد) در جنوب شرقی است. بیشتر گونه‌ها به مناطق بسیار کوچک محدود می‌شوند، از جمله برخی فقط در کوه‌های منفرد یافت می‌شوند. این توزیع‌های محدود و غیرقابل دسترس بودن مناطق، اغلب به این معنی است که برخی از گونه‌ها چندین دهه بدون کشف مجدد در طبیعت می‌گذرند (مانند گیاه‌پارچ دینیانا که ۱۰۰ سال پس از کشف اولیه‌اش دوباره کشف شد). حدود ۱۰ گونه دارای توزیع جمعیتی بزرگتر از یک جزیره یا گروهی از جزایر کوچکتر هستند. گیاه‌پارچ شگرف پراکنده‌ترین گونه در این جنس است که از هندوچین و در سراسر مجمع الجزایر مالایی تا استرالیا را شامل می‌شود.
به‌دلیل ماهیت زیستگاه‌هایی که گونه‌های گیاه‌پارچ اشغال می‌کنند، بسته به ارتفاع آن‌ها از سطح دریا تا ۱۲۰۰ متر به‌عنوان گونه‌های پست یا مرتفع طبقه‌بندی می‌شوند. گونه‌هایی که در ارتفاعات پایین‌تر رشد می‌کنند به آب و هوای دائمی گرم با تفاوت کمی بین دمای روز و شب نیاز دارند، در حالی که گونه‌های کوهستانی زمانی که روزهای گرم و شب‌های بسیار خنک‌تری دریافت نمایند رشد می‌کنند. گیاه‌پارچ لامی در ارتفاعات بالاتر از هر جنس دیگر، تا ارتفاع ۳۵۲۰ متری رشد می‌کند.
بیشتر گونه‌های گیاه‌پارچ در محیط‌هایی رشد می‌کنند که رطوبت و بارندگی بالا و سطوح نور متوسط تا زیاد را فراهم می‌کنند. تعداد کمی از گونه‌ها از جمله گیاه‌پارچ قمقمه‌ای، جنگل‌های انبوه و سایه‌دار را ترجیح می‌دهند، اما بیشتر گونه‌های دیگر در حاشیه اجتماعات درختی‌بوته‌ای یا پاکسازی‌شده رشد می‌کنند. برخی از گونه‌ها مانند گیاه‌پارچ شگرف در مناطق جنگلی پاک‌تراشی، کنار جاده‌ها و مزارع آشفته رشد می‌کنند. گونه‌های دیگر با رشد در جوامع چمن‌مانند گرم‌دشت سازگار شده‌اند. خاک‌هایی که گونه‌های گیاه‌پارچ در آن رشد می‌کنند معمولاً اسیدی و کم‌مغذی هستند و از پوده، ماسه سفید، ماسه‌سنگ یا خاک‌های آتشفشانی تشکیل شده‌اند. استثناهای این کلیات شامل گونه‌هایی است که در خاک‌هایی با محتوای بالای فلزات سنگین (مانند گیاه‌پارچ راجا) و منطقه اسپری‌دریا (Sea spray) در سواحل شنی (مانند گیاه‌پارچ یقه‌سفید) رشد می‌کنند. گونه‌های دیگر روی تک‌صخره‌ها و به‌صورت سنگ‌رست رشد می‌کنند، در حالی که گونه‌های دیگر مانند گیاه‌پارچ بی‌دفاع می‌توانند به‌صورت گیاه هوازی بدون تماس با خاک رشد کنند.